# NGC 1396
NGC 1396 is een elliptisch sterrenstelsel in het sterrenbeeld Oven. Het hemelobject werd op 19 januari 1865 ontdekt door de Duitse astronoom Johann Friedrich Julius Schmidt.

## Synoniemen
- PGC 13398
- FCC 202